# Sphaeromeria
Sphaeromeria es un género de plantas pertenecientes a la familia Asteraceae. Comprende 11 especies descritas y de estas, solo 9 aceptadas. Es originario de Norteamérica.

## Taxonomía
El género fue descrito por Thomas Nuttall y publicado en Transactions of the American Philosophical Society, new series, 7: 401–402. 1841.

## Especies aceptadas
A continuación se brinda un listado de las especies del género Sphaeromeria aceptadas hasta junio de 2012, ordenadas alfabéticamente. Para cada una se indica el nombre binomial seguido del autor, abreviado según las convenciones y usos:
- Sphaeromeria argentea Nutt.
- Sphaeromeria cana (D.C.Eaton) A.Heller
- Sphaeromeria capitata Nutt.
- Sphaeromeria compacta (H.M.Hall) "A.H.Holmgren, L.M.Shultz & Lowrey"
- Sphaeromeria diversifolia (D.C.Eaton) Rydb.
- Sphaeromeria martirensis (Wiggins) "A.H.Holmgren, L.M.Shultz & Lowrey"
- Sphaeromeria potentilloides (A.Gray) A.Heller
- Sphaeromeria ruthiae A.H.Holmgren, L.M.Shultz & Lowrey
- Sphaeromeria simplex (A.Nelson) A.Heller